# Universiteit van Salamanca
De Universiteit van Salamanca (Spaans: Universidad de Salamanca) werd gesticht in 1218 door koning Alfons IX van León en is de oudste universiteit van Spanje en een van de oudste van Europa. De universiteit bevindt zich in de Spaanse stad Salamanca, ten westnoordwesten van de hoofdstad Madrid.
In de zestiende eeuw maakte deze universiteit een grote bloei door. De School van Salamanca was een filosofische stroming waarin theologen en juristen de laatmiddeleeuwse scholastiek een nieuw fundament gaven door terug te gaan tot Thomas van Aquino.
De Universiteit van Salamanca stelt de wereldwijde DELE-examens vast.
Aarhus ·
Åbo ·
Barcelona ·
Bergen ·
Boedapest ·
Bologna ·
Bristol ·
Cambridge ·
Coimbra ·
Dublin ·
Edinburgh ·
Galway ·
Genève ·
Göttingen ·
Graz ·
Granada ·
Groningen ·
Heidelberg ·
Iași ·
Jena ·
Krakau ·
Leiden ·
Leuven ·
Louvain-la-Neuve ·
Lyon ·
Montpellier ·
Oxford ·
Padua ·
Pavia ·
Poitiers ·
Praag ·
Salamanca ·
Siena ·
Tartu ·
Thessaloniki ·
Turku ·
Uppsala ·
Würzburg